# Nikola Žižić (cestista 2000)
Nikola Žižić (in montenegrino Никола Жижић; Podgorica, 11 aprile 2000) è un cestista montenegrino.